# Снитил, Вацлав
Вацлав Снитил (чеш. Václav Snítil; 1 марта 1928, Градец-Кралове — 19 июля 2015) — чешский скрипач и музыкальный педагог.
Учился в Пражской консерватории у Ярослава Коциана (скрипка) и Витезслава Новака (композиция). Затем окончил с отличием пражскую Академию музыкального искусства (1953, класс Ярослава Пекельского). Преподавал там же, с 1964 г. профессор — среди учеников Снитила Богуслав Матоушек и Ян Талих (младший).
В 1957—1970 гг. участник Квартета Йозефа Влаха, в 1975—1988 гг. художественный руководитель Чешского нонета; участвовал также в выступлениях ансамбля старинной музыки Ars rediviva. Среди наиболее заметных записей Снитила — полная запись сонат для скрипки и фортепиано Моцарта (1974—1975, с пианистом Яном Паненкой).
Входил в состав жюри различных международных конкурсов, в том числе Конкурса имени Чайковского.
Скончался 19 июля 2015 года.